# هلی کلوت
هلی کلوت (به هلندی: Holysloot) یک منطقهٔ مسکونی در هلند است که در آمستردام واقع شده‌است.